# Osis
|  | No s'ha de confondre amb Osi de Còrdova. |

Els osis (llatí: Osi) eren una tribu germànica esmentada únicament per Tàcit, que diu que vivien al darrere dels quades en un país boscós i muntanyós, i eren molt semblants fins i tot en la llengua als pannonis. Eren tributaris dels quades i sàrmates. No es pot determinar el lloc exacte on vivien i es dubta de si havien emigrat a Germània des de Pannònia o eren restes d'antics pannonis que habitaven aquella regió.